# A Reality Tour (tournée)
Tournées par David Bowie
Heathen Tour (2002)
A Reality Tour est une tournée mondiale de David Bowie donnée entre octobre 2003 et juin 2004.
Il s'agit de la dernière tournée du chanteur. Des problèmes de cœur le contraignent à l'interrompre avant la fin pour subir une angioplastie.
Les concerts des 22 et 23 novembre 2003 au Point Theatre de Dublin ont donné lieu à un DVD en 2004 et un album en 2010, tous deux intitulés A Reality Tour.

## Musiciens
- David Bowie : chant, guitare, stylophone, harmonica
- Gerry Leonard (en) : guitare, chœurs
- Earl Slick : guitare
- Gail Ann Dorsey : basse, chant
- Mike Garson : claviers
- Sterling Campbell : batterie, chant
- Catherine Russell : guitare, claviers, chant, percussions, mandoline[1]

## Dates

### Premier segment européen
| Date              | Ville                 | Pays        | Salle                                          | Remarques                                 |
| ----------------- | --------------------- | ----------- | ---------------------------------------------- | ----------------------------------------- |
| 7 octobre 2003    | Copenhague            | Danemark    | Forum Copenhagen                               |                                           |
| 8 octobre 2003    | Stockholm             | Suède       | Globe Arena                                    |                                           |
| 10 octobre 2003   | Helsinki              | Finlande    | Hartwall Arena                                 |                                           |
| 12 octobre 2003   | Oslo                  | Norvège     | Oslo Spektrum                                  |                                           |
| 15 octobre 2003   | Rotterdam             | Pays-Bas    | Ahoy Rotterdam                                 |                                           |
| 16 octobre 2003   | Hambourg              | Allemagne   | Color Line Arena                               |                                           |
| 18 octobre 2003   | Francfort-sur-le-Main | Allemagne   | Festhalle                                      |                                           |
| 20 octobre 2003   | Paris                 | France      | Palais omnisports de Paris-Bercy               |                                           |
| 21 octobre 2003   | Paris                 | France      | Palais omnisports de Paris-Bercy               |                                           |
| 23 octobre 2003   | Milan                 | Italie      | Forum di Assago                                |                                           |
| 24 octobre 2003   | Zurich                | Suisse      | Hallenstadion                                  |                                           |
| 26 octobre 2003   | Stuttgart             | Allemagne   | Hanns-Martin-Schleyer-Halle                    |                                           |
| 27 octobre 2003   | Munich                | Allemagne   | Olympiahalle                                   |                                           |
| 29 octobre 2003   | Vienne                | Autriche    | Wiener Stadthalle                              |                                           |
| 31 octobre 2003   | Cologne               | Allemagne   | Kölnarena                                      |                                           |
| 1er novembre 2003 | Hanovre               | Allemagne   | Preussag Arena                                 |                                           |
| 3 novembre 2003   | Berlin                | Allemagne   | Max-Schmeling-Halle                            |                                           |
| 5 novembre 2003   | Anvers                | Belgique    | Palais des sports                              |                                           |
| 7 novembre 2003   | Lille                 | France      | Zénith                                         |                                           |
| 8 novembre 2003   | Amnéville             | France      | Galaxie                                        |                                           |
| 10 novembre 2003  | Nice                  | France      | Palais Nikaïa                                  |                                           |
| 12 novembre 2003  | Toulouse              | France      | Zénith                                         | Concert annulé en raison d'une laryngite. |
| 14 novembre 2003  | Marseille             | France      | Le Dôme                                        |                                           |
| 15 novembre 2003  | Lyon                  | France      | Halle Tony-Garnier                             |                                           |
| 17 novembre 2003  | Manchester            | Royaume-Uni | Manchester Arena                               |                                           |
| 19 novembre 2003  | Birmingham            | Royaume-Uni | NEC LG Arena                                   |                                           |
| 20 novembre 2003  | Birmingham            | Royaume-Uni | NEC LG Arena                                   |                                           |
| 22 novembre 2003  | Dublin                | Irlande     | Point Theatre                                  | Concert filmé pour le DVD A Reality Tour. |
| 23 novembre 2003  | Dublin                | Irlande     | Point Theatre                                  | Concert filmé pour le DVD A Reality Tour. |
| 25 novembre 2003  | Londres               | Royaume-Uni | Stade de Wembley                               |                                           |
| 26 novembre 2003  | Londres               | Royaume-Uni | Stade de Wembley                               |                                           |
| 28 novembre 2003  | Glasgow               | Royaume-Uni | Scottish Exhibition and Conference Centre (en) |                                           |

### Premier segment américain
| Date             | Ville         | Pays       | Salle                              | Remarques                           |
| ---------------- | ------------- | ---------- | ---------------------------------- | ----------------------------------- |
| 6 décembre 2003  | Atlantic City | États-Unis | Borgata Event Center               | Concert repoussé au 29 mai 2004.    |
| 7 décembre 2003  | Fairfax       | États-Unis | EagleBank Arena (en)               | Concert repoussé au 16 mai 2004.    |
| 9 décembre 2003  | Boston        | États-Unis | FleetCenter                        | Concert repoussé au 30 mars 2004.   |
| 10 décembre 2003 | Philadelphie  | États-Unis | Wachovia Center                    | Concert repoussé au 29 mars 2004.   |
| 12 décembre 2003 | Toronto       | Canada     | Air Canada Centre                  | Concert repoussé au 1er avril 2004. |
| 13 décembre 2003 | Montréal      | Canada     | Centre Bell                        |                                     |
| 15 décembre 2003 | New York      | États-Unis | Madison Square Garden              |                                     |
| 16 décembre 2003 | Uncasville    | États-Unis | Mohegan Sun Arena                  |                                     |
| 20 décembre 2003 | Nassau        | Bahamas    | The Atlantis Paradise Island Hotel |                                     |
| 7 janvier 2004   | Cleveland     | États-Unis | CSU Convocation Center             |                                     |
| 9 janvier 2004   | Auburn Hills  | États-Unis | The Palace of Auburn Hills         |                                     |
| 11 janvier 2004  | Minneapolis   | États-Unis | Target Center                      |                                     |
| 13 janvier 2004  | Rosemont      | États-Unis | Rosemont Theatre (en)              |                                     |
| 14 janvier 2004  | Rosemont      | États-Unis | Rosemont Theatre (en)              |                                     |
| 16 janvier 2004  | Rosemont      | États-Unis | Rosemont Theatre (en)              |                                     |
| 19 janvier 2004  | Denver        | États-Unis | Fillmore Auditorium (en)           |                                     |
| 21 janvier 2004  | Calgary       | Canada     | Pengrowth Saddledome               |                                     |
| 24 janvier 2004  | Vancouver     | Canada     | GM Place                           |                                     |
| 25 janvier 2004  | Seattle       | États-Unis | Paramount Theatre                  |                                     |
| 27 janvier 2004  | San José      | États-Unis | HP Pavilion                        |                                     |
| 30 janvier 2004  | Las Vegas     | États-Unis | The Joint (en)                     |                                     |
| 31 janvier 2004  | Los Angeles   | États-Unis | Shrine Auditorium                  |                                     |
| 2 février 2004   | Los Angeles   | États-Unis | Shrine Auditorium                  |                                     |
| 3 février 2004   | Los Angeles   | États-Unis | Wiltern Theatre                    |                                     |
| 5 février 2004   | Phoenix       | États-Unis | Dodge Theater (en)                 |                                     |
| 6 février 2004   | Las Vegas     | États-Unis | The Joint (en)                     |                                     |
| 7 février 2004   | Los Angeles   | États-Unis | Wiltern Theatre                    |                                     |

### Segment océanien et asiatique
| Date            | Ville      | Pays             | Salle                                      | Remarques |
| --------------- | ---------- | ---------------- | ------------------------------------------ | --------- |
| 14 février 2004 | Wellington | Nouvelle-Zélande | Westpac Stadium                            |           |
| 17 février 2004 | Brisbane   | Australie        | Brisbane Entertainment Centre              |           |
| 20 février 2004 | Sydney     | Australie        | Sydney Entertainment Centre                |           |
| 21 février 2004 | Sydney     | Australie        | Sydney Entertainment Centre                |           |
| 23 février 2004 | Adélaïde   | Australie        | Adelaide Entertainment Centre (en)         |           |
| 26 février 2004 | Melbourne  | Australie        | Rod Laver Arena                            |           |
| 27 février 2004 | Melbourne  | Australie        | Rod Laver Arena                            |           |
| 1er mars 2004   | Perth      | Australie        | Supreme Court Gardens                      |           |
| 4 mars 2004     | Singapour  | Singapour        | Singapore Indoor Stadium                   |           |
| 8 mars 2004     | Tokyo      | Japon            | Nippon Budokan                             |           |
| 9 mars 2004     | Tokyo      | Japon            | Nippon Budokan                             |           |
| 11 mars 2004    | Osaka      | Japon            | Osaka-jō Hall                              |           |
| 14 mars 2004    | Hong Kong  | Chine            | Hong Kong Convention and Exhibition Centre |           |

### Deuxième segment américain
| Date           | Ville               | Pays       | Salle                                      | Remarques       |
| -------------- | ------------------- | ---------- | ------------------------------------------ | --------------- |
| 29 mars 2004   | Philadelphie        | États-Unis | Wachovia Center                            |                 |
| 30 mars 2004   | Boston              | États-Unis | FleetCenter                                |                 |
| 1er avril 2004 | Toronto             | Canada     | Air Canada Centre                          |                 |
| 2 avril 2004   | Ottawa              | Canada     | Corel Centre                               |                 |
| 4 avril 2004   | Québec              | Canada     | Colisée Pepsi                              |                 |
| 7 avril 2004   | Winnipeg            | Canada     | Winnipeg Arena                             |                 |
| 9 avril 2004   | Edmonton            | Canada     | Rexall Place                               |                 |
| 11 avril 2004  | Kelowna             | Canada     | Skyreach Place (en)                        |                 |
| 13 avril 2004  | Portland            | États-Unis | Rose Garden Arena                          |                 |
| 14 avril 2004  | Seattle             | États-Unis | KeyArena                                   |                 |
| 16 avril 2004  | Berkeley            | États-Unis | Berkeley Community Theatre                 |                 |
| 17 avril 2004  | Berkeley            | États-Unis | Berkeley Community Theatre                 |                 |
| 19 avril 2004  | Santa Barbara       | États-Unis | Santa Barbara Bowl (en)                    |                 |
| 22 avril 2004  | Los Angeles         | États-Unis | Greek Theatre                              |                 |
| 23 avril 2004  | Anaheim             | États-Unis | Arrowhead Pond                             |                 |
| 25 avril 2004  | Loveland            | États-Unis | Budweiser Events Center                    |                 |
| 27 avril 2004  | Austin              | États-Unis | The Backyard Amphitheater                  |                 |
| 29 avril 2004  | The Woodlands       | États-Unis | Cynthia Woods Mitchell Pavilion (en)       |                 |
| 30 avril 2004  | La Nouvelle-Orléans | États-Unis | Saenger Theatre (en)                       |                 |
| 5 mai 2004     | Tampa               | États-Unis | Tampa Bay Performing Arts Center (en)      |                 |
| 6 mai 2004     | Miami               | États-Unis | James L. Knight Center                     | Concert annulé. |
| 8 mai 2004     | Atlanta             | États-Unis | Chastain Park Amphitheater (en)            |                 |
| 10 mai 2004    | Kansas City         | États-Unis | Starlight Theatre (en)                     |                 |
| 11 mai 2004    | St. Louis           | États-Unis | Fox Theatre (en)                           |                 |
| 13 mai 2004    | Hershey             | États-Unis | Star Pavilion (en)                         |                 |
| 14 mai 2004    | London              | Canada     | John Labatt Centre                         |                 |
| 16 mai 2004    | Fairfax             | États-Unis | EagleBank Arena (en)                       |                 |
| 17 mai 2004    | Pittsburgh          | États-Unis | Benedum Center (en)                        |                 |
| 19 mai 2004    | Milwaukee           | États-Unis | Milwaukee Theatre (en)                     |                 |
| 20 mai 2004    | Indianapolis        | États-Unis | Murat Shrine (en)                          |                 |
| 22 mai 2004    | Moline              | États-Unis | The MARK of the Quad Cities                |                 |
| 24 mai 2004    | Columbus            | États-Unis | Columbus Veterans Memorial Auditorium      |                 |
| 25 mai 2004    | Buffalo             | États-Unis | Shea's Performing Arts Center (en)         |                 |
| 27 mai 2004    | Scranton            | États-Unis | Ford Pavilion at Montage Mountain (en)     |                 |
| 29 mai 2004    | Atlantic City       | États-Unis | Borgata Event Center                       |                 |
| 30 mai 2004    | Atlantic City       | États-Unis | Borgata Event Center                       |                 |
| 1er juin 2004  | Manchester          | États-Unis | Verizon Wireless Arena                     |                 |
| 2 juin 2004    | Uncasville          | États-Unis | Mohegan Sun Arena                          |                 |
| 4 juin 2004    | Wantagh             | États-Unis | Tommy Hilfiger at Jones Beach Theatre (en) |                 |
| 5 juin 2004    | Holmdel             | États-Unis | PNC Bank Arts Center (en)                  |                 |

### Deuxième segment européen
| Date            | Ville                        | Pays               | Salle                               | Remarques                                                          |
| --------------- | ---------------------------- | ------------------ | ----------------------------------- | ------------------------------------------------------------------ |
| 11 juin 2004    | Amsterdam                    | Pays-Bas           | Amsterdam Arena                     |                                                                    |
| 13 juin 2004    | Newport                      | Royaume-Uni        | Seaclose Park (en)                  | Festival de l'île de Wight.                                        |
| 17 juin 2004    | Bergen                       | Norvège            | Koengen (en)                        | Festival de Bergen.                                                |
| 18 juin 2004    | Oslo                         | Norvège            | Frognerbadet (en)                   | Festival Norwegian Wood.                                           |
| 20 juin 2004    | Seinäjoki                    | Finlande           | Provinssirock                       | Festival Provinssirock.                                            |
| 23 juin 2004    | Prague                       | République tchèque | T-Mobile Arena                      | Concert interrompu par les problèmes de santé de Bowie.            |
| 25 juin 2004    | Scheeßel                     | Allemagne          | Eichenring (de).                    | Hurricane Festival. Dernier concert de Bowie comme tête d'affiche. |
| 26 juin 2004    | Neuhausen                    | Allemagne          | Southside Festival                  | Southside Festival. Concert annulé.                                |
| 29 juin 2004    | Vienne                       | Autriche           | Château de Schönbrunn               | Concert annulé.                                                    |
| 30 juin 2004    | Salzbourg                    | Autriche           | Residenzplatz                       | Concert annulé.                                                    |
| 2 juillet 2004  | Roskilde                     | Danemark           | Roskilde Festival                   | Festival de Roskilde. Concert annulé.                              |
| 4 juillet 2004  | Werchter                     | Belgique           | Rock Werchter                       | Festival de Werchter. Concert annulé.                              |
| 6 juillet 2004  | Six-Fours-les-Plages         | France             | Gaou                                | Les Voix du Gaou. Concert annulé.                                  |
| 7 juillet 2004  | Carcassonne                  | France             | Stade Albert-Domec                  | Festival de la Cité. Concert annulé.                               |
| 10 juillet 2004 | Kinross                      | Royaume-Uni        | Balado                              | Festival T in the Park. Concert annulé.                            |
| 11 juillet 2004 | Comté de Kildare             | Irlande            | Hippodrome de Punchestown (en)      | Festival Oxegen. Concert annulé.                                   |
| 14 juillet 2004 | Bilbao                       | Espagne            | Plaza de Toros de Vista Alegre (en) | Festival de Bilbao. Concert annulé.                                |
| 16 juillet 2004 | Saint-Jacques-de-Compostelle | Espagne            | Xacobeo Festival                    | Festival Xacobeo. Concert annulé.                                  |
| 20 juillet 2004 | Nyon                         | Suisse             | Paléo Festival Nyon                 | Paléo Festival Nyon. Concert annulé.                               |
| 21 juillet 2004 | Monte-Carlo                  | Monaco             | Club du Sporting                    | Concert annulé.                                                    |
| 23 juillet 2004 | Carhaix-Plouguer             | France             | Vieilles Charrues                   | Festival des Vieilles Charrues. Concert annulé.                    |

## Chansons jouées
Le répertoire de la tournée se compose d'une cinquantaine de chansons parmi lesquelles Bowie pioche chaque soir 25 ou 26 chansons en fonction de ses envies ou de celles du public. Les setlists sont très fluides et varient d'un concert à l'autre. La part belle est faite aux deux derniers albums, Reality et Heathen, avec plusieurs des grands succès du catalogue de Bowie et quelques titres plus obscurs, comme Fantastic Voyage, jamais interprétée sur scène jusqu'alors.
- De Space Oddity : Space Oddity
- De The Man Who Sold the World : The Man Who Sold the World, The Supermen
- De Hunky Dory : Changes, Life on Mars?, Quicksand, The Bewlay Brothers, Queen Bitch
- De The Rise and Fall of Ziggy Stardust and the Spiders from Mars : Five Years, Starman, Hang On to Yourself, Ziggy Stardust, Suffragette City
- De Aladdin Sane : Panic in Detroit, The Jean Genie
- De Diamond Dogs : Diamond Dogs, Rebel Rebel
- De Young Americans : Win, Fame
- De Station to Station : Station to Station, Golden Years
- De Low : Breaking Glass, Sound and Vision, Always Crashing in the Same Car, Be My Wife, A New Career in a New Town
- De "Heroes" : "Heroes"
- De Lodger : Fantastic Voyage
- De Scary Monsters (and Super Creeps) : Ashes to Ashes, Fashion
- De Let's Dance : Let's Dance, China Girl, Modern Love
- De Tonight : Loving the Alien, Blue Jean
- De 1. Outside : Hallo Spaceboy, The Motel
- De Earthling : Battle for Britain (The Letter), I'm Afraid of Americans
- De Heathen : Sunday, Cactus, Slip Away, Afraid, I've Been Waiting for You, 5:15 The Angels Have Gone, Heathen (The Rays)
- De Reality : New Killer Star, Pablo Picasso, Never Get Old, The Loneliest Guy, Looking for Water, She'll Drive the Big Car, Days, Fall Dog Bombs the Moon, Try Some, Buy Some, Reality, Bring Me the Disco King
- Autres chansons de Bowie : All the Young Dudes, Liza Jane, Under Pressure
- Reprises d'autres artistes : A Hard Day's Night (The Beatles), Get It On (T. Rex), Do You Know the Way to San José (Dionne Warwick), Here Comes the Sun (The Beatles), It Can't Happen Here (Frank Zappa, Puppet on a String (Sandie Shaw), Rumble (Link Wray), Sister Midnight (Iggy Pop), Song 2 (Blur), Summertime (George Gershwin), White Light/White Heat (The Velvet Underground), Y.M.C.A. (Village People)